# Myorycteropus africanus
Il mioritteropo (Myorycteropus africanus) è un mammifero estinto appartenente ai tubulidentati. Visse nel Miocene inferiore (circa 17 milioni di anni fa) e i suoi resti fossili sono stati ritrovati in Africa (Kenya).

## Descrizione
I fossili di questo animale comprendono uno scheletro parziale e altri elementi isolati, che indicano l'esistenza di un animale molto simile agli attuali oritteropi (Orycteropus afer). Le dimensioni erano però molto più ridotte: Myorycteropus superava a stento i 50 centimetri di lunghezza, mentre l'oritteropo odierno supera il metro e mezzo. Le zampe anteriori, inoltre, erano più robuste in proporzione di quelle dell'oritteropo. 

## Classificazione
Myorycteropus era un membro primitivo dei tubulidentati, un gruppo di mammiferi dall'incerta classificazione, attualmente rappresentati dal solo oritteropo. I fossili di Myorycteropus sono stati ritrovati esclusivamente nell'isola di Rusinga, in Kenya, ma i fossili di altri animali simili a oritteropi sono stati ritrovati anche in altri giacimenti in Africa, come Leptorycteropus. 

## Paleoecologia
Le zampe anteriori di Myorycteropus, molto robuste, indicano che questo animale possedeva una notevole abilità da scavatore, probabilmente usata anche per distruggere i termitai, come il suo stretto parente attuale.